# Louis Ier de Bourbon
Pour les articles homonymes, voir Louis Ier et Louis le Grand.
Titre
Duc de Bourbon
1er octobre 1310 – 22 janvier 1341
(30 ans, 3 mois et 21 jours)
Louis Ier de Bourbon, dit « le Grand » ou « le Boiteux », né en 1279 et mort le 22 janvier 1341 à Paris, est duc de Bourbon. Il est un prince du sang, fils aîné de Robert, comte de Clermont et de Béatrice de Bourgogne, dame de Bourbon. Il est un petit-fils de saint Louis et l'ancêtre à la 8e génération en lignée masculine du roi Henri IV. Du vivant de son père, il est appelé « Louis-Monsieur ». Considéré comme le prince le plus honnête de son temps, il est l'initiateur de la puissance future de la maison de Bourbon, et l'un des protagonistes de la saga romanesque des Rois maudits et de ses adaptations télévisuelles.

## Biographie
Fils de Robert de Clermont, comte de Clermont, et de Béatrice de Bourgogne, il est l'ancêtre du roi Henri IV.

### Les guerres de Flandre
Armé chevalier par Philippe IV le Bel en 1297, Louis de Clermont fait ses premières armes cette année-là à la bataille de Furnes contre les Flamands. Il y fait preuve d'une grande bravoure, contribuant à la victoire tout en arrachant à l'ennemi le corps de son cousin Philippe d'Artois, mortellement blessé.
Cinq ans plus tard, il commande l'arrière-garde française à la désastreuse bataille de Courtrai. Il y évite le massacre de ses troupes et sa propre perte en se repliant sur Lille une fois la défaite devenue certaine.
En 1304, après avoir remporté quelques escarmouches, Louis participe à la bataille victorieuse de Mons-en-Pévèle.

### Position sous Philippe le Bel
En 1308, il se fait remarquer en remportant avec son frère Jean de Charolais les prix du tournoi de Boulogne-sur-Mer organisé en l'honneur du mariage d'Édouard II d'Angleterre et d'Isabelle de France, fille de Philippe le Bel. Il est choisi peu après pour accompagner celle-ci à son couronnement, en compagnie de Charles de Valois.
À son retour, Philippe IV le Bel lui confie la charge de grand chambrier de France (1312), qui restera dans la maison de Bourbon jusqu'en 1523. Le roi de France accorde en effet une grande confiance à Louis, et lui confère plusieurs missions diplomatiques importantes. Il négocie notamment un traité avec l'empereur Henri VII.
À cette même époque, Louis doit faire face à de nombreuses dettes, ce qui oblige ses parents à engager quelques châtellenies du Bourbonnais pour le renflouer.
En septembre 1310, il épouse  Marie de Hainaut (1280-1354), fille de Jean Ier de Hainaut, comte de Hollande et de Hainaut, et de Philippa de Luxembourg. La même année, à la mort de sa mère, il devient seigneur de Bourbon. Son père lui cède alors la plupart de ses biens, ne gardant que quelques usufruits.
En 1311, Louis utilise de nouveau ses talents de diplomate pour empêcher l'éclatement d'un conflit entre les comtés de Flandre et de Hainaut.
Le concile de Vienne de 1311-1312 – qui prononce la dissolution de l'ordre du Temple – ayant appelé à la croisade, le nomme commandant suprême de cette future expédition. Il part pour Lyon afin de réunir les éventuels croisés, mais ceux-ci se font si discrets que l'entreprise est assez rapidement abandonnée.

### Le fidèle soutien de la royauté
Sous le règne des trois fils de Philippe le Bel, Louis s'affirme comme l'un des plus fermes soutiens de la couronne. En 1316, il prend le parti du régent Philippe de Poitiers contre les menées du comte de la Marche et duc de Bourgogne qui soutiennent la candidature au trône de la petite Jeanne de Navarre, fille de Louis X le Hutin.

Fidèle au comte de Poitiers, qui devient quelques mois plus tard le roi sous le nom de Philippe V, Louis, devenu entre-temps comte de Clermont-en-Beauvaisis à la mort de son père, lui vend ses droits de battre monnaies d'or et d'argent sur ses terres pour 15 000 livres. Très bien en cour, il fait aussi son entrée au Conseil du roi.
Le 14 avril 1321, il achète les droits d'Eudes IV de Bourgogne sur le royaume de Thessalonique et la principauté d'Achaïe, mais la transaction ne se réalise pas.
À la mort du roi Philippe V le Long en 1322, Louis de Clermont soutient les droits au trône du comte de la Marche, frère de Philippe V, qui devient le roi Charles IV. Sous ce règne, il participe à la guerre de Saint-Sardos sous les ordres de Charles de Valois. Il prend ainsi aux Anglais les villes de Monségur, Sauveterre, Cour-Saint-Maurice[réf. nécessaire] et Agen.

### Naissance du duché de Bourbon (1327)
Charles IV souhaite aussi rattacher au domaine royal le comté de Clermont-en-Beauvaisis, où Louis est né. Par un traité conclu à la fin de 1327, le roi de France lui échange le comté de la Marche, constituant précédemment son apanage, contre le comté de Clermont. Louis reçoit de plus les villes d'Issoudun, Saint-Pierre-le-Moûtier et Montferrand[réf. nécessaire].

Le 27 décembre 1327, le Bourbonnais est érigé en duché, dont Louis est investi duc.

### L'allié dePhilippeVIde Valois
Quelques mois plus tard, en février 1328, Charles IV s'éteint sans héritier. Toujours partisan de l'exclusion des femmes du trône de France, Louis de Bourbon se rallie au comte de Valois, bientôt proclamé régent puis roi sous le nom de Philippe VI.
Le duc n'a pas longtemps à attendre la récompense de son soutien aux Valois: il est fait pair de France par le nouveau souverain.
L'une de ses premières actions sous ce règne est de contribuer à la victoire de Cassel contre les Flamands.
En 1329, le duc de Bourbon est envoyé à Londres pour fléchir le roi Édouard III d'Angleterre qui rechigne à rendre hommage à Philippe VI pour le duché de Guyenne. Après la réussite de sa mission, il est récompensé en récupérant le comté de Clermont, érigé par ailleurs en pairie.

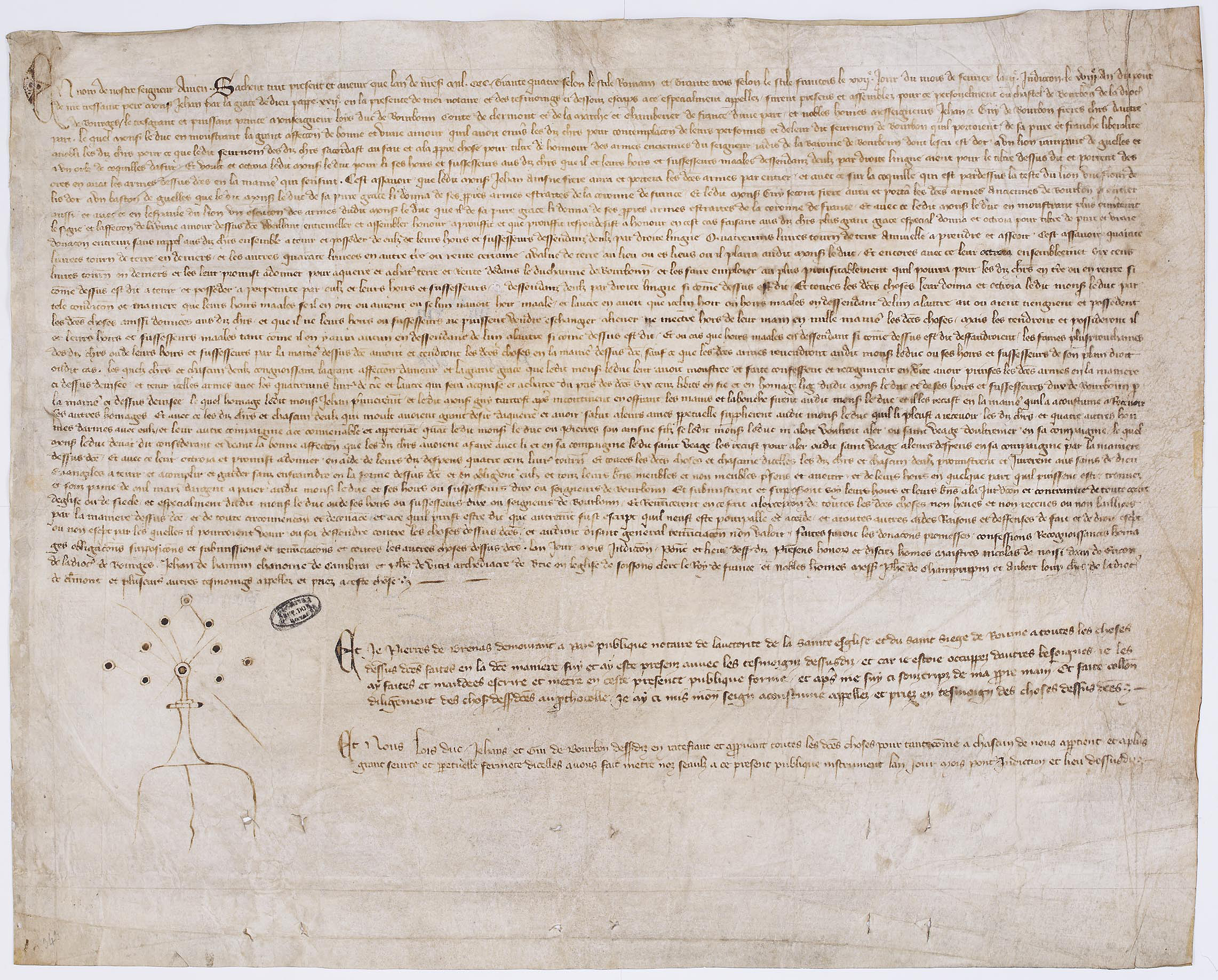
, duc de Bourbonnais, comte de Clermont et de la Marche, chambrier de France (1310-1342) anoblit, avec concession d'armoiries, les deux chevaliers Jean et Guy, dits de Bourbon.
(Acte en français, donné au château de Bourbon-l'Archambault le 22 février 1334, et portant la signature du notaire.)
Archives nationales de France.

En 1333, des projets de croisade réapparaissent à la cour de France, et Louis de Bourbon pense être en mesure de réussir là où il avait échoué vingt ans plus tôt. Mais le début de la guerre de Cent Ans entre la France et l'Angleterre met un terme à ses ambitions.
Louis de Bourbon participe aux côtés de Philippe VI aux campagnes militaires de 1338 à 1340, puis est envoyé comme plénipotentiaire au congrès d'Arras, qui conclut une trêve pour deux ans entre les deux royaumes.
Il meurt peu après au début de l'année 1341 et est inhumé au couvent des Jacobins de Paris.

## Contributions
À partir de 1320, Louis fait élever des tombeaux pour les membres de sa famille dans le monastère des Cordeliers de Champaigue près de Souvigny. Ces tombeaux seront détruits en grande partie lors de la Révolution. Seul subsiste le gisant de Marie de Hainaut et les fragments d'un sarcophage exposés au musée de Souvigny. 

## Enfants
De Marie de Hainaut ou d'Avesnes (1280 - Murat 1er septembre 1354) qu'il épousa par contrat du mois de juin 1310, célébré à Pontoise le 22 septembre de la même année, il eut :
- Jeanne, aînée des enfants (1311 après août - Cleppé 20 décembre 1402), mariée par contrat passé en Avignon le 14 février 1319, célébré à Bessay le 3 août 1324 au comte Guigues VII de Forez (1299-1358) ;
- Pierre Ier (septembre 1313 - Poitiers 19 septembre 1356), duc de Bourbon ;
- Béatrice, deuxième fille (1314 † Paris 23 décembre 1383), fiancée le 29 mai 1321 à Philippe d'Anjou Tarente (fils de Philippe Ier de Tarente), mariée en décembre 1334 à Jean de Luxembourg († 1346), roi de Bohême, puis à Eudes II de Grancey († 1389) ;
- Marguerite[3], troisième fille (vers 1315 - † après 20 février 1370), mariée  par contrat de juin 1320 à Jean II de Sully († 1343), puis en 1346 à Hutin de Vermeilles (Vermelles), chambellan du roi, qui organisa la défense de Bourges contre les troupes anglaises ;
- Marie, mariée par contrat du 29 novembre 1328, célébré à Nicosie le 9 mai 1330, à Guy de Lusignan († 1343), puis le 9 septembre 1347 à Robert d'Anjou Tarente († 1364) ;
- Philippa (décembre 1326 † ap. 1327) ;
- Jacques (mort 9 décembre 1318) ;
- Jacques Ier (1321 - Lyon avril 1362), comte de la Marche et de Ponthieu, ancêtre du roi Henri IV de France.

D'une relation avec Jeanne de Bourbon-Lancy, dame de Clessy, il a plusieurs enfants bâtards (cf. l'article Maison de Bourbon) :
- Jean (vers 1297-1375), bâtard de Bourbon, chevalier, seigneur de Rochefort, d'Ébreuil, de Beçay le Guérant, de Bellenave, de Jenzat, de Serrant et de la Bure, conseiller des ducs de Berry et de Bourbon, lieutenant du Forez, marié en troisièmes noces à Agnès de Chaleu. Son gisant, avec celui d'Agnès, se trouvait au prieuré de Souvigny ;
- N (fille aînée) mariée par contrat en 1317 à Girard de Châtillon en Bazois ;
- Guy (vers 1299-1349), seigneur de Clessy, de la Ferté-Chauderon et de Montpensier (qu'il reconnut en 1346 mais qui lui fut enlevé la même année), marié en 1315 à Agnès de Chastellus, puis entre 1330 et 1333 à Isabelle de Chastelperron ;
- Jeannette, bâtarde de Bourbon, mariée en 1310 à Guichard de Chastellus.

## Descendance de Saint-Louis àHenriIV
- Louis IX Saint Louis
  - Robert de Clermont
    - Louis Ier de Bourbon
      - Jacques Ier de Bourbon-La Marche
        - Jean Ier de Bourbon-La Marche
          - Louis Ier de Bourbon-Vendôme
            - Jean VIII de Bourbon-Vendôme
              - François de Bourbon-Vendôme
                - Charles IV de Bourbon
                  - Antoine de Bourbon
                    -  Henri IV le Grand

## Armoiries
| Blason | Blasonnement : D'azur semé de fleurs de lys d'or à la bande de gueules |

## Bibliographie

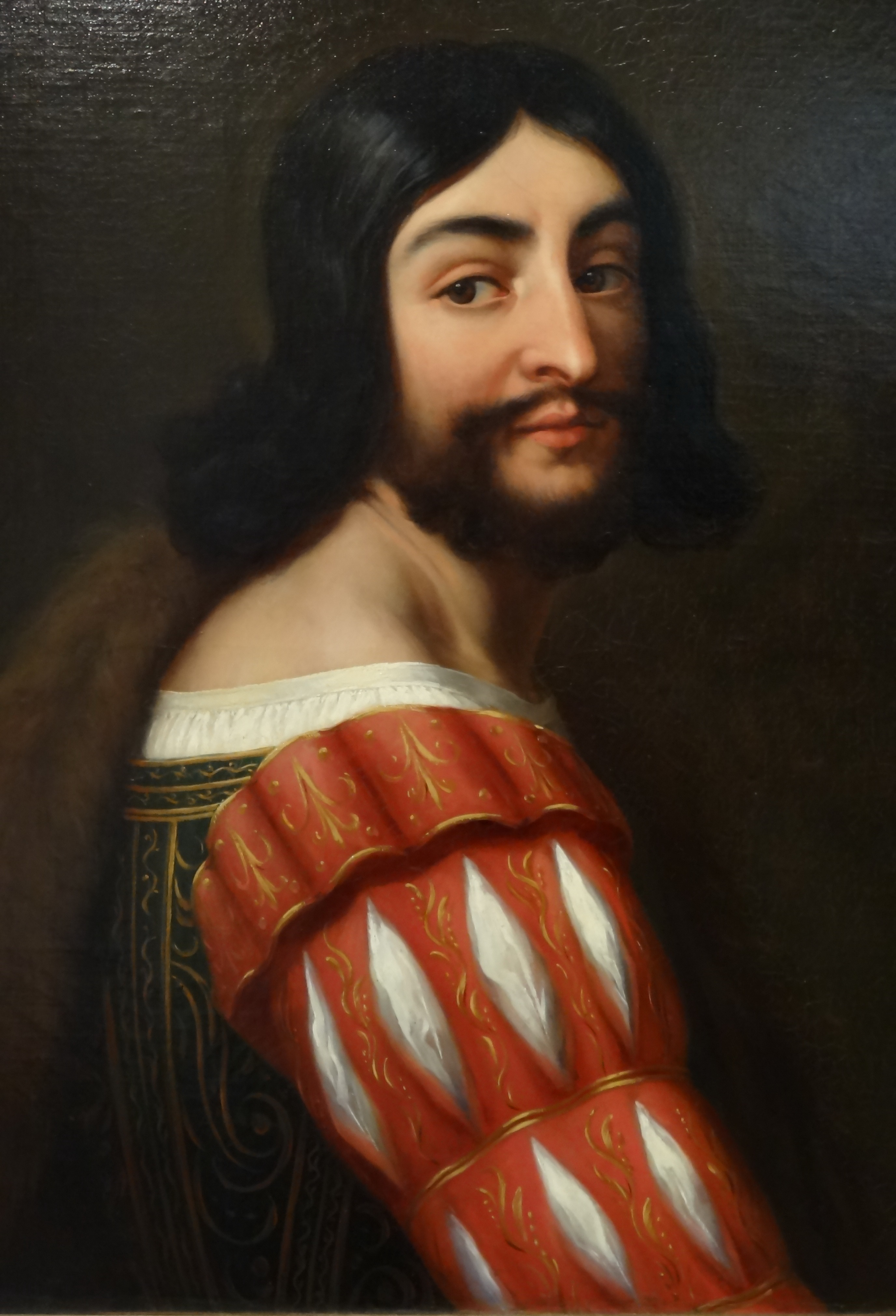
de Bourbon, comte de Clermont et de la Marche (1280-1341), représentation imaginaire par Louis-Félix Amiel (1802-1864).